# Deens-Zweedse Oorlog (1643-1645)
De Deens-Zweedse Oorlog van 1643-1645 of de Torstensonoorlog was een kort conflict tussen Zweden en Denemarken-Noorwegen van 1643 tot 1645 tijdens de laatste jaren van de Dertigjarige Oorlog. De naam verwijst naar de Zweedse generaal Lennart Torstenson.
Denemarken, dat zich al had teruggetrokken uit de Dertigjarige Oorlog met de Vrede van Lübeck in 1629, leed enorme verliezen in deze oorlog. Door het Verdrag van Brömsebro moest Denemarken gigantische gebieden overdragen aan Zweden en het land vrijstellen van de Sonttol, waardoor het dus de facto het einde van de Deense dominium maris baltici erkende. De Denen probeerden nog deze zaken terug te draaien met behulp van de Noordse Oorlog, de Schoonse Oorlog en de Grote Noordse Oorlog, maar zonder succes.

## Achtergrond

### Dertigjarige Oorlog

#### Deense fase (1625-1629)
De Deense koning Christiaan IV was een verwant van de afgezette koning van Bohemen, Frederik V van de Palts en deed herhaalde pogingen om zijn neef over te halen om hem in zijn strijd te ondersteunen. Daarnaast was hij als hertog van Holstein lid van de Nedersaksische Kreits en daarmee betrokken bij de politiek in Noord-Duitsland. In 1625 besloot Christiaan V met Engelse steun om zich te gaan bemoeien met de oorlog. In mei van dat jaar werd hij verkozen tot de militaire commandant van de Nedersaksische Kreits en een maand later trok een leger van 20.000 soldaten in dienst van de Denen de Elbe over.
De Deense betrokkenheid bij de oorlog liep uit op een ramp. In 1627 vielen de gecombineerde legers van Wallenstein en Tilly eerst Holstein binnen en vervolgens het Deense grondgebied.  Een succesvolle amfibische campagne tegen Wallenstein in 1628 en begin 1629 verdreef de keizerlijke troepen uiteindelijk van Deense bodem en een groot deel van Nedersaksen. De vredesregeling die op de oorlog volgde en in juni 1629 in Lübeck werd getekend, was in veel opzichten een belangrijke diplomatieke overwinning voor Christiaan IV.

#### Zweedse deelname (1630-1648)

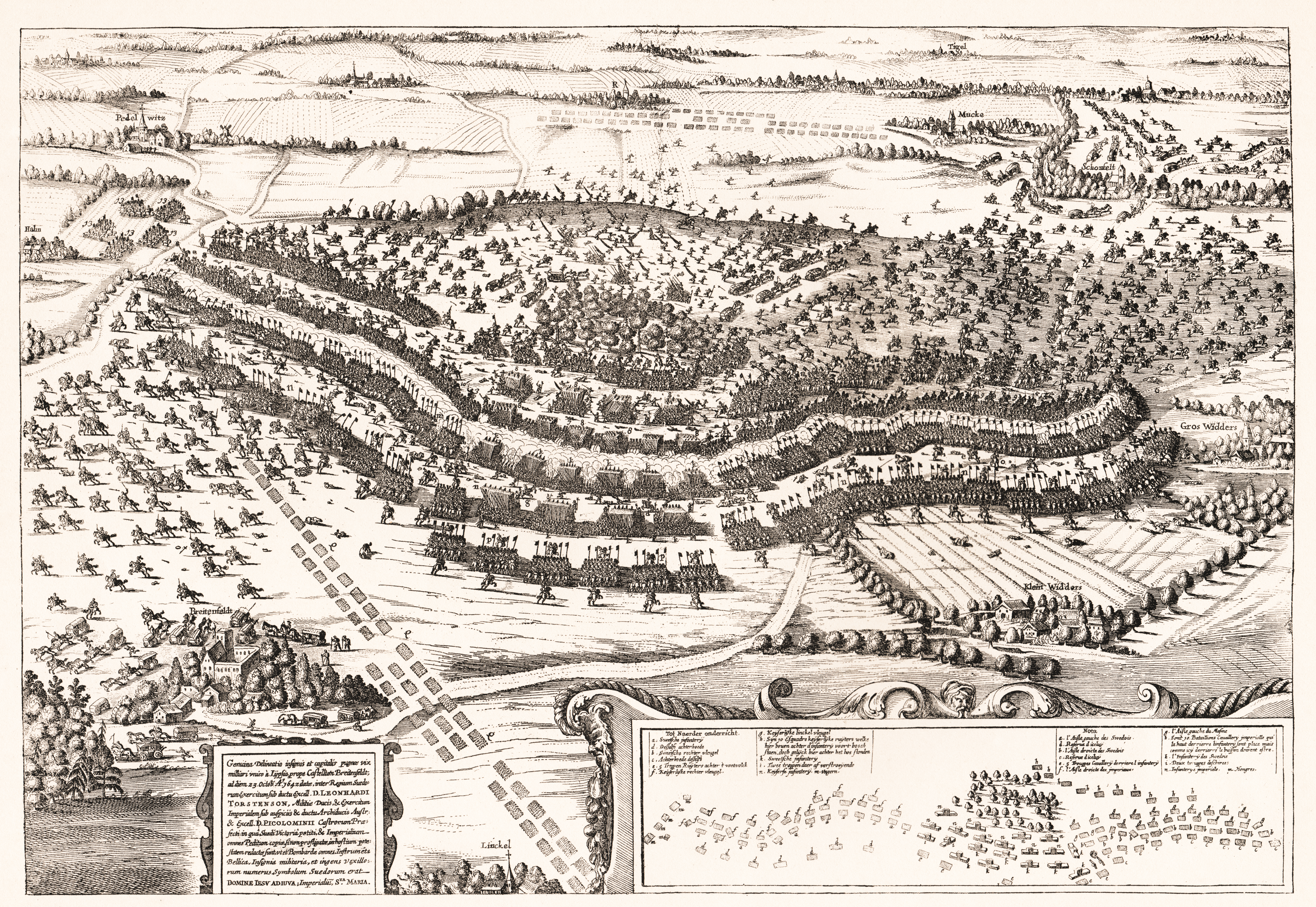
Lennart Torstensson behaalde een belangrijke overwinning voor Zweden in de Slag bij Breitenfeld op 2 november 1642

De Deense terugtrekking uit de oorlog had direct gevolgen voor de positie van Zweden in de regio. Door de opmars van het Keizerlijke Leger was de Duitse Oostzeekust voor een groot deel onder hun controle gevallen en begon het keizerrijk met de uitbouw van een keizerlijke vloot in de Oostzee. Deze militaire bedreigingen, plus de angst dat de katholieke grootmacht zou proberen om het Lutherse Zweden weer terug te brengen naar Rome motiveerde de Zweedse koning Gustaaf II Adolf van Zweden om in 1630 Duitsland binnen te vallen.
Gustaaf II Adolf sneuvelde in 1632 in de Slag bij Lützen en dit had tot gevolg dat het Zweedse leger gedecentraliseerd raakte na zijn dood. Rijkskanselier Axel Oxenstierna nam het strategische commando over, maar hij was geen ervaren generaal. Naast Gustaaf II waren de generaals Gustaf Horn en Johan Banér in Duitsland actief. Deze diende als opperbevelhebber van het Zweedse leger tot aan zijn dood op 20 mei 1641. In deze positie volgde Lennart Torstenson hem in november van dat jaar op.
In de fase dat Zweden actief was in de Dertigjarige Oorlog was het ondenkbaar dat Zweden Denemarken zou aanvallen, omdat ze daarmee een tweefrontenoorlog zouden riskeren. Een Deense aanval op Zweden was waarschijnlijker. In 1640 sloten de Zweden met de Republiek der Zeven Verenigde Nederlanden een verdrag voor het beschermen van de handel in de Oostzee en dit verdrag was duidelijk bedoeld als een anti-Deens verdrag.

### Oorzaken

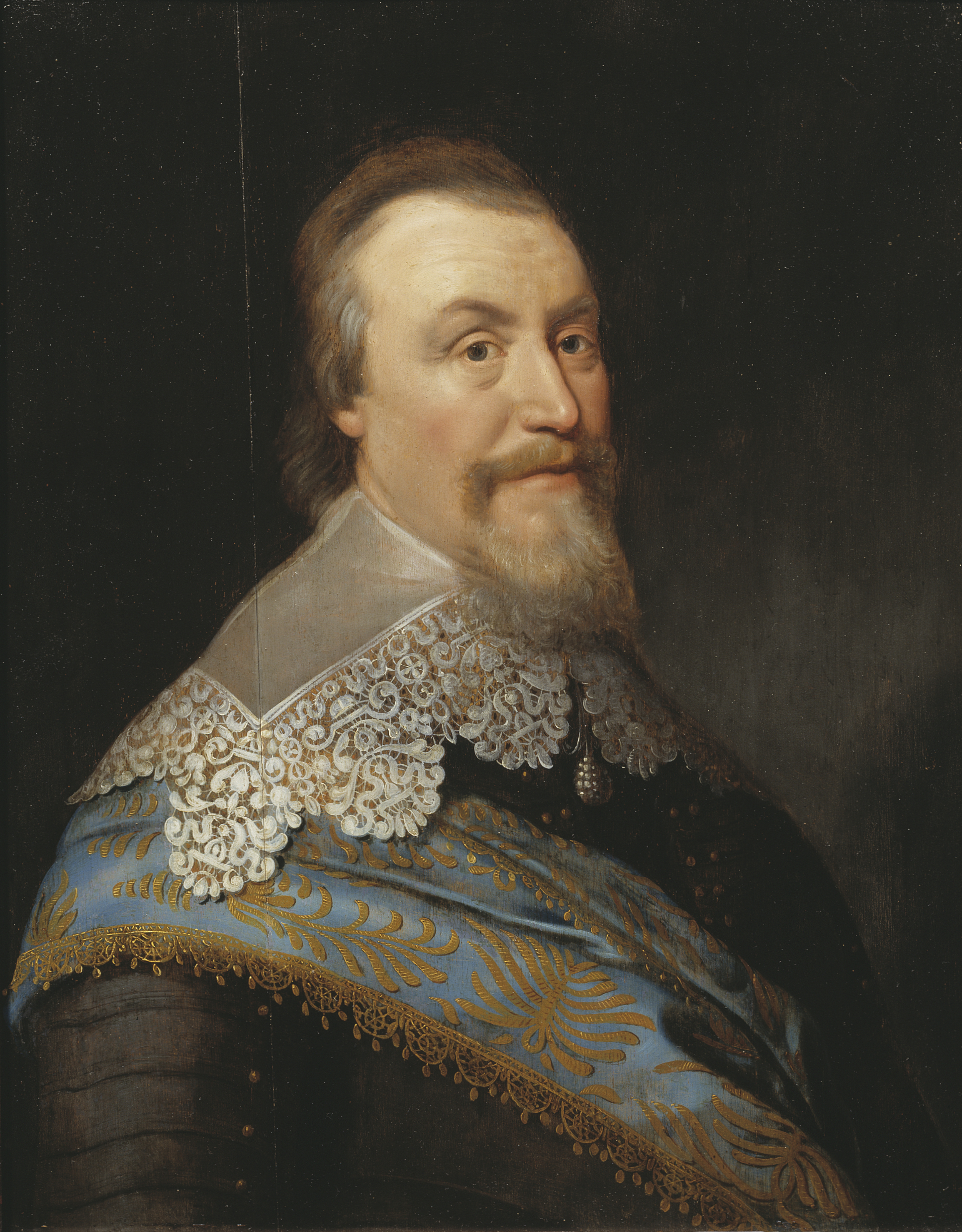
De Zweedse rijkskanselier Axel Oxenstierna, geportretteerd door Michiel van Mierevelt (1635).

In 1637 speelde in Denemarken het idee van een alliantie met het Habsburgse Rijk. Een jaar later sloten ze een bondgenootschap met de Spanjaarden voor het handhaven van het handelsembargo van Spanje richting de Republiek der Zeven Verenigde Nederlanden. Nederlandse handelaren maakten gebruik van schepen onder Zweedse vlag om de Sonttol te ontlopen en het verdrag tussen Spanje en Denemarken resulteerden in strengere controles in de Sont op de handelsschepen. Gedurende de Dertigjarige Oorlog steeg ook de tolgelden. Door deze stijgingen werd de aanvoer van oorlogsgoederen, zoals buskruit vanuit de Republiek enorm duur voor de Zweden. In 1637 verbood de Deense koning Christiaan IV de handel van wapens door de Sont en dit raakte de economische en militaire belangen van Zweden.
Vanwege een mogelijke Deense aanval hield Zweden een leger van 15.000 soldaten paraat in Zweden, dat de nodige kosten met zich meebracht. Daarnaast hadden de Denen zich opgeworpen als "mediator" bij de vredesonderhandelingen van Osnabrück en de Zweedse staatsman Axel Oxenstierna vreesde dat de positie van Denemarken de onderhandelingspositie van de Zweden aantastte. Daarnaast speelde ook de oude vijandschap tussen de twee landen een rol. Oxenstierna had een levenslange haat overgehouden tegenover de Denen naar aanleiding van de zware bepalingen van de Vrede van Knäred van 1613. De Zweedse koningin-gemalin Maria Eleonora van Brandenburg was na haar ontsnapping uit Zweden gevlucht naar Kopenhagen en al snel ontstonden er geruchten over een romance tussen haar en de Deense koning Christiaan IV. Ondanks dat dit niet waar was deed dat niet af aan de belediging die het was richting de Zweden.
Tevens waren er ook territoriale problemen. Op het zuidelijkste punt van de regio Skåne bestond een Deense enclave die een doorn in het oog van Oxenstierna was. Daarnaast hadden de Zweden interesse in het Baltische eiland Ösel dat Deens bezit was. Ten slotte bestonden er grensgeschillen in de Noordpoolcirkel en in het noorden van Noorwegen.

## Voorbereidingen

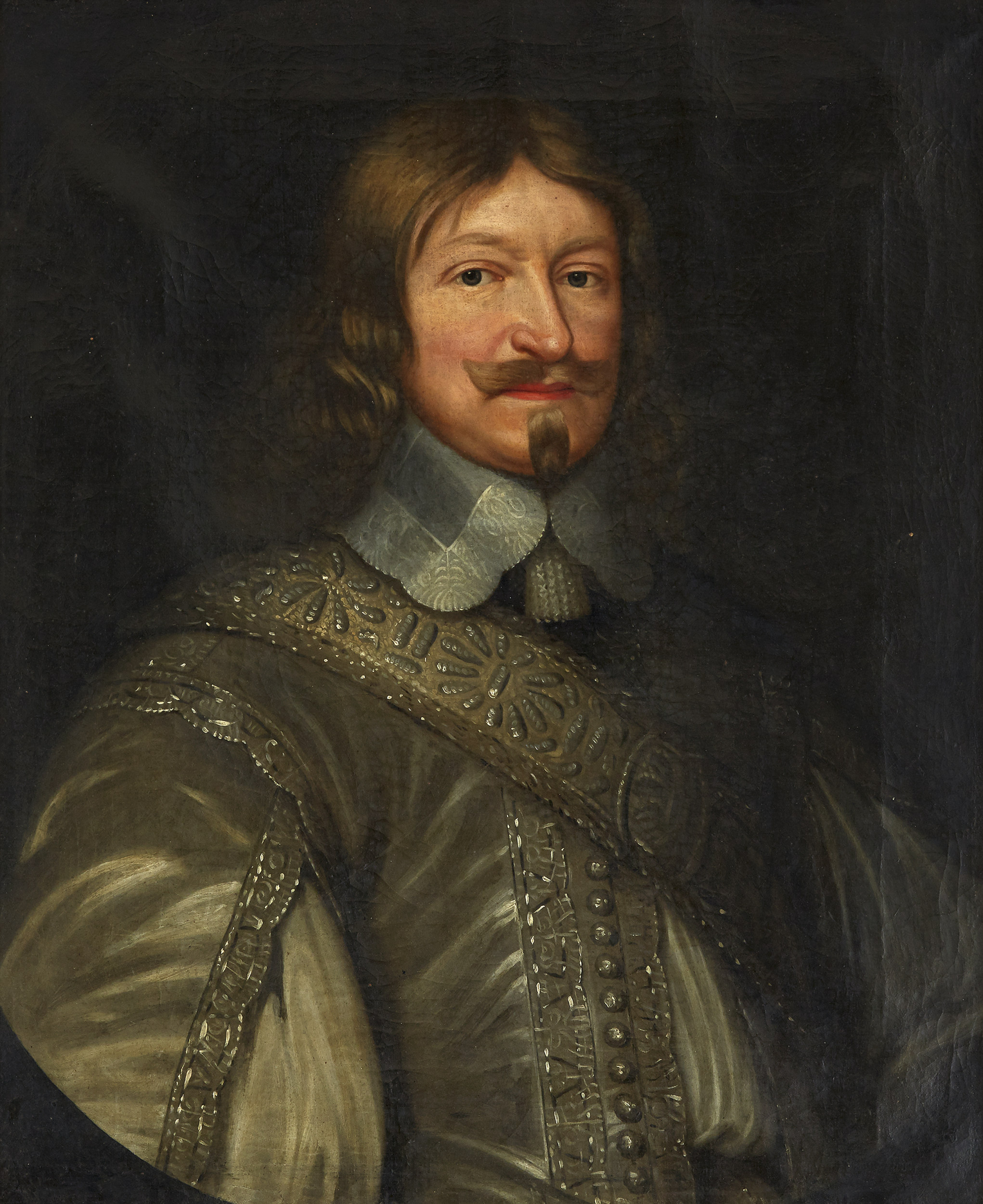
De Zweedse generaal Lennart Torstensson gold als de "grootste artillerietacticus van zijn tijd." Hier geportretteerd in navolging van David Beck.

In mei 1643 kreeg Oxenstierna goedkeuring om over te gaan tot de aanval en hierop begonnen de voorbereidingen voor de oorlog. Het plan was dat maarschalk Gustaf Horn met 14.000 man Skåne zou binnenvallen, door moest stoten naar Malmö om vervolgens de noordelijke provincies van Noorwegen ook binnen te vallen. Torstenson moest op zijn beurt vanuit Duitsland op marcheren naar het noorden om Holstein en Jutland te bezetten en vervolgens met hulp van de marine de Deense eilanden moest gaan bezetten. Oxenstierna schepte op dat Denemarken gevangen zou worden als een "luis tussen twee vingernagels".
Op 23 september kreeg Torstensson mondeling zijn bevelen van de raad en op 13 november 1643 vertrok hij met zijn leger uit Silezië naar Havelberg. Voor zijn vertrek versterkte hij de garnizoenen die hij achterliet en zorgde ervoor dat ze voldoende goederen waren voorzien. Torstensson informeerde zijn troepen dat ze naar Pommeren zouden optrekken om daar hun winterkwartieren op te zoeken. Op 16 december bereikte hij de rivier de Havel en op dat moment was hij nog zes dagmarsen verwijderd van Holstein. Toen hij deze positie bereikte stelde Torstensson zijn officieren op de hoogte van zijn daadwerkelijke intenties.

## Oorlog

### Zweeds offensief
Op 26 december bereikte Torstensson de stad Kiel en liet hij zijn troepen het nieuwe fort Kristianspreis bestormen. Het garnizoen dat uit 60 soldaten bestond strategisch werd afgeslacht. Hierop gaven de andere grensforten Rendsburg en Tönning gaven zich over. Halverwege januari waren Sleeswijk, Holstein en zuidelijk Jutland bezet door de Zweden nadat een militieleger van 1600 man was verslagen in de Slag bij Kolding. Daarentegen hielden de garnizoenen van de plaatsen Glückstadt en Krempe wel stand tegen het Zweedse leger, doordat zij vanaf zee konden worden bevoorraad. Madat hij zijn leger had afgeschermd van deze bolwerken trachtte Torstensson met behulp kleine boten zijn leger over te zetten naar het eiland Funen, maar de Zweden werden verslagen en hadden 1.600 doden te betreuren. In de tussentijd had Horn met zijn leger het overgrote deel van Skåne overlopen en had hij de belangrijke steden Helsingborg en Landskrone veroverd.

### Deense overwinningen

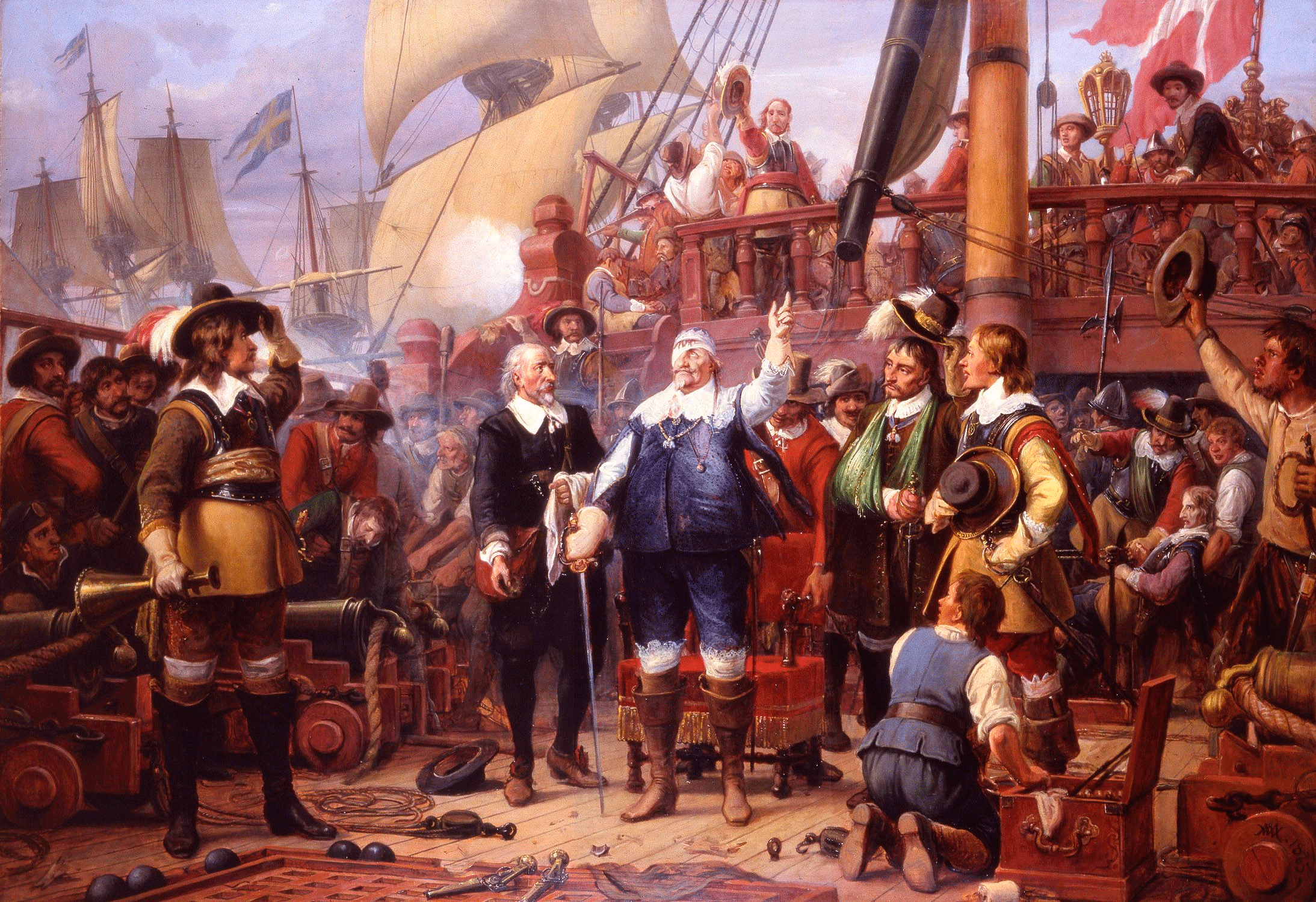
De Deense koning Christiaan IV vocht mee tijdens de slag bij de Kolberger Heide en raakte hierbij zowel in het oog als aan de schouder gewond. Schilderij van Wilhelm Marstrand.

Ondanks het bondgenootschap met de Nederlandse Republiek besloot de Rijksraad dat er in de Nederlanden handelaren en schippers geronseld moesten worden voor de Zweedse zaak. Deze kwestie werd toevertrouwd aan de Zweeds-Nederlandse wapenmagnaat Louis de Geer en deze was in staat om in Nederland de nodige schepen en schippers te ronselen. Aanvankelijk hadden de Denen het overwicht in de oorlog op zee. De Deense vloot wist op 26 mei 1644 tot tweemaal toe de Nederlandse vloot onder Maerten Thijssen te verslaan aan de zuidwestkust van Jutland.
De Denen wisten een volgende overwinning op zee te behalen tijdens de Slag bij Kolberger Heide in juli 1644, maar het was geen grote overwinning. De Zweedse vloot zocht zijn toevlucht in Kiel. Terwijl de vloot daar voor anker lag bouwden de Denen vlakbij een redoute, waarvandaan ze de vloot onder vuur namen. Tijdens deze beschietingen kwam de Zweedse admiraal Klas Flemming om het leven. Doordat Christiaan de twee vloten uit elkaar kon houden maakte hij van zijn nautische overwicht gebruik door soldaten naar Skåne over te brengen. De Noren hadden Jämtland heroverd, waarop Horn het beleg van Malmö moest overgeven. Ondertussen dreigde een keizerlijk leger onder leiding van Matthias Gallas in te sluiten en af te snijden; een invasie van Kopenhagen was afgewend en het plan van Oxenstierna viel hiermee in duigen.

### Zweedse initiatieven
Na de dood van Flemming ontzette Torstensson de Zweedse vloot in Kiel, waar hij het complete Deense garnizoen van 1.500 soldaten over de kling joeg. Hij installeerde vervolgens generaal Carl Gustaf Wrangel als admiraal en gaf hem de opdracht om weer ter zee te gaan. Wrangel wist vervolgens met de Zweedse vloot langs de patrouillerende Deense vloot te glippen. Vervolgens nam Torstensson maatregelen tegen Gallas. Hij stuurde Hans Christoff von Königsmarck erop uit met zeven cavalerieregimenten om de aanvoerlijnen van Gallas te overvallen. Door de verre penetratie van Königsmarck zag de keizerlijk generaal Melchior van Hatzfeld-Gleichen er vanaf om zijn troepen bij die van Gallas te voegen. Königsmarck slaagde erin om Torgau, Leipzig en Erfurt voor Zweden te behouden, alleen Chemnitz en Schweidnitz werden door de keizerlijke troepen ingenomen.

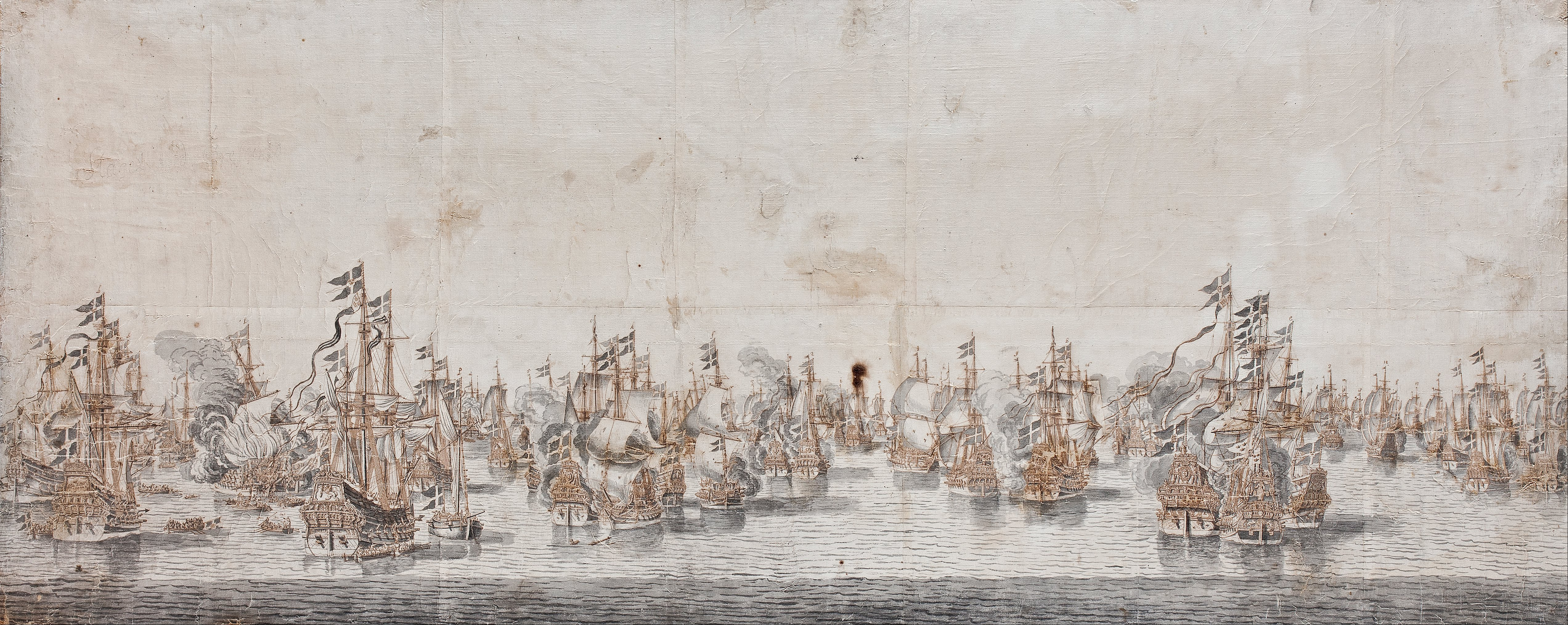
De slag bij Ferhmarn, geschilderd door Willem van de Velde de Oude.

Voor de kosten van 460.550 Reichsthaler rustte De Geer een nieuwe Nederlandse vloot uit die de Zweden moest helpen. In totaal charterde hij 32 oorlogsbodems, waaronder zes spiegelretourschepen van de VOC. Ondanks dat het een privécontract van De Geer betrof, steunden de Staten-Generaal de oorlog wel impliciet door de onderlinge verwevenheid van de politieke en zakelijke elite in de Republiek. De Nederlandse vloot wist zonder problemen door de Sont te varen en pikte de Zweedse vloot onderweg op. Gezamenlijk trokken ze ten strijde tegen de Deense vloot die ze in de Zeeslag bij Fehmarn wisten te verslaan.
Met de vernietiging van de Deense vloot verdween de laatste verdedigingslinie van de Denen. Het vroeg om vredesvoorwaarden en de reputatie van koning Christiaan IV was gebroken. Met het verlies van de Deense vloot was ook het Keizerlijke leger van Gallas gedwongen om zich terug te trekken. Torstensson ging direct in het offensief en Gallas was gedwongen om Bad Oldesloe op te geven. Gallas trok met zijn leger naar Bernberg en verschanste zich daar. De Zweden gingen niet op het aanbod van Gallas in om slag te leveren, maar legde de nabije omgeving in de as.

## Nasleep
De Nederlandse en Franse regering traden op als mediators in het sluiten van een vredesverdrag tussen Denemarken en Zweden en er was ze veel aan gelegen om tot een snelle vrede te komen. In een verrassende draai besloten de Nederlanders om aan Zweedse zijde onderhandelingen met de Denen aan te gaan en gaven ze het bemiddelen op. Om hun draai kracht bij te zetten stuurde ze een vloot naar de Sont. Op 23 augustus 1645 sloten de partijen het Verdrag van Brömsebro. De Deense schepen mochten ongehinderd door de Sont varen. De Noorse provincies Jämtland en Härjedalen kwamen aan Zweden toe, net zoals de eilanden Ösel en Gotland. Om de vrede te garanderen verkreeg Zweden voor een periode van dertig jaar de regio Halland. Daarnaast werden de tolgelden voor de Nederlandse schepen flink verlaagd. Door de oorlog kwam er ook een einde aan de Deense bemoeienis in Azië, zoals aan de Kust van Coromandel en Bengalen. De Deense forten aldaar werden aan de VOC overgedragen.
Daarnaast had de oorlog ook een nadelig effect voor de Zweden. Ze kregen in Europa het imago van de "slechterik". De aanvallen die het land op Rusland, Polen, het Duitse Rijk en Denemarken waren het continent opgevallen. Volgens de Europese staten was er sprake van "psychopathisch patroon van gedrag" bij de Zweden merkbaar.
Lijflandse Oorlog (1558-1583) · Zevenjarige Oorlog (1563-1570) · Kalmaroorlog (1611-1613) · Deens-Zweedse Oorlog (1643-1645)

Noordse Oorlog (1655-1660): Pools-Zweedse Oorlog (1655-1660) · Russisch-Zweedse Oorlog (1656-1658) · Deens-Zweedse Oorlog (1657-1658) · Zweeds-Nederlandse Oorlog (1658-1660)

Schoonse Oorlog (1675-1679) · Grote Noordse Oorlog (1700-1721)
Zweedse Onafhankelijkheidsoorlog (1521-1524) · Zevenjarige Oorlog (1563-1570) · Kalmaroorlog (1611-1613) · Deens-Zweedse Oorlog (1643-1645) · Noordse Oorlog (1655-1660) · Schoonse Oorlog (1674-1679) · Noordse Oorlogen: Deens-Zweedse Oorlog (1657-1658) & Zweeds-Nederlandse Oorlog (1658-1660) · Grote Noordse Oorlog (1700-1721) · Russisch-Zweedse Oorlog (1788-1790) · Finse Oorlog (1808-1809)